# Gökhan Güleç
Gökhan Güleç (* 25. September 1985 in İnegöl) ist ein türkischer ehemaliger Fußballspieler. 

## Karriere

### Verein
Gülec begann seine Profikarriere bei İnegölspor und wechselte in der Saison 2005/06 zu Gaziantepspor. Im Januar 2006 wechselte er für eine Ablösesumme von 250.000 Euro zu Beşiktaş Istanbul. Zudem wurden die Spieler Adem Dursun und Veysel Cihan von Beşiktaş an Gaziantepspor abgegeben. In seiner ersten Halbserie in Istanbul gelangen ihm sieben Tore, wodurch er sich einen Stammplatz erkämpfte.
Zur Saison 2008/09 wechselte er zu Bursaspor. Nach einer Saison bei Bursaspor wechselte er erneut, diesmal zum Aufsteiger Kasımpaşa Istanbul. Bei diesem Verein war er drei Spielzeiten lang aktiv. Nachdem man zum Saisonende 2010/11 den Klassenerhalt verpasst hatte, schaffte man in der nachfolgenden Spielzeit den Wiederaufstieg.
Der zum Sommer 2012 auslaufende Vertrag mit Güleç wurde seitens Kasımpaşa nicht verlängert. So wechselte Güleç zum neuen Zweitligisten Şanlıurfaspor.
Bereits zur Winterpause verließ er Şanlıurfaspor und wechselte zum aserbaidschanischen Klub FK Xəzər Lənkəran. Im Sommer 2013 kehrte er in die Türkei zurück und unterschrieb beim Drittligisten İnegölspor, dem Verein seiner Heimatstadt, einen Dreijahresvertrag. Nach der Saison 2014/2015 beendete er seine Karriere.

### Nationalmannschaft
Güleç spielte für türkische Jugendnationalmannschaften. Er nahm an der FIFA-Junioren-Weltmeisterschaft 2005 in den Niederlanden teil, wo er mit der Landesauswahl im Achtelfinale an Spanien scheiterte.

## Erfolge
- Mit Kasımpaşa Istanbul:
  - 2011/12 Playoff-Sieger der TFF 1. Lig
  - 2011/12 Aufstieg in die Süper Lig